# Rapt
Rapt è un film del 2009 diretto da Lucas Belvaux.